# Armeria pauana
Espèce
Armeria pauana est une espèce de plantes de la famille des Plumbaginaceae. Son nom est dédié au botaniste espagnol Carlos Pau Español.